# Boris Tisjtjenko
Boris Ivanovitj Tisjtjenko (ryska: Борис Иванович Тищенко) född 23 mars 1939 i Leningrad, död 9 december 2010 i Sankt Petersburg, var en rysk kompositör och pianist.

## Biografi
Tisjtjenko föddes i Leningrad och bedrev musikstudier där 1954–1963. Han blev lärare vid konservatoriet och utsågs till professor 1986.

## Musik
Boris Tisjtjenko betraktas som en typisk representant för Leningradkomponisterna och var starkt påverkad av sina lärare Dmitrij Sjostakovitj och Galina Ustvolskaja. Hans produktion var mångsidig och stilen influerad både av gammalryska element och gamla japanska melodier, liksom av Andra Wienskolan och den samtida musiken.
Han visade politiskt mod då han komponerade sitt rekviem 1966 som byggde på Anna Achmatovas förbjudna texter.

## Verk i urval

### Instrumentalmusik

#### Numrerade symfonier
- Symfoni nr 1 op. 20 (1961)
- Symfoni nr 2 op. 28 Marina för kör och orkester (1964)
- Symfoni nr 3 op. 36 för kammarorkester (1966)
- Symfoni nr 4 op. 61 med talare (1974)
- Symfoni nr 5 op. 67 (1976)
- Symfoni nr 6 op. 105 för sopran, alt och orkester (1988)
- Symfoni nr 7 op. 119 (1994)
- Symfoni nr 8 op. 149 (2008)

#### Övriga orkesterverk
- Fransk symfoni efter Anatole France op. 12 (1958), reviderad som op. 116 (1993)
- Sinfonia robusta op. 46 (1970)
- Belägringskrönika, symfoni op. 92 (1984)
- Fem Dantesymfonier efter Dantes Den gudomliga komedin op. 123 (1996–2005)
  - Nr 1 Inledning op. 123 Nr. 1 (1997)
  - Nr 2 Inferno: Första till sjätte kretsen op. 123 Nr. 2 och 3 (2000)
  - Nr 3 Inferno: Sjunde till nionde kretsen op. 123 Nr. 4 (2001)
  - Nr 4 Purgatorio op. 123 Nr. 5, 6 och 7 (2003)
  - Nr 5 Paradiso op. 123 Nr. 8, 9 och 10 (2005)
- Aleksandr Pusjkinsymfoni op. 125 (1998, byggd på Pusjkins död op.38)
- Symfoniska dikter
- Sviter

#### Konserter
- Pianokonsert op. 21 (1962)
- Konsert för violin, piano och stråkorkester op. 144 (2006)
- Konsert för piano, flöjt och stråkorkester op. 54 (1972)
- Violinkonsert nr 1 op. 9 (1958), rev. som op. 29 (1964)
- Violinkonsert nr 2 op. 84 Violinsymfoni (1981)
- Violoncellkonsert nr 1 op. 23 för violoncell, 17 blåsare, slagverk och orgel (1963)
- Violoncellkonsert nr 2 op. 44/1 för violoncell, 48 violonceller, 12 kontrabasar och slagverk (1969), reviderad för violoncell, stråkorkester och slagverk som op. 44/2 (1979)
- Harpkonsert op. 69 (1977)

### Kammarmusik
- Stråkkvartett nr 1 op. 8 (1957)
- Stråkkvartett nr 2 op. 13 (1959)
- Stråkkvartett nr 3 op. 47 (1970)
- Stråkkvartett nr 4 op. 77 (1980)
- Stråkkvartett nr 5 op. 90 (1984)
- Stråkkvartett nr 6 op. 148 (2008)
- Pianokvintett op. 93 (1985)
- Konsert för klarinett och pianotrio op. 109 (1990)
- Sonater för violinsolo, violoncellsolo samt blockflöjt och orgel

### Verk för soloinstrument
- Pianomusik
- Pianosonat nr 1 op. 3 (1957, reviderad 1995 som op. 121)
- Pianosonat nr 2 op. 17 (1960)
- Pianosonat nr 3 op. 32 (1965)
- Pianosonat nr 4 op. 53 (1972)
- Pianosonat nr 5 op. 56 (1973)
- Pianosonat nr 6 op. 64 (1976)
- Pianosonat nr 7 op. 85 mit Glocken (1982)
- Pianosonat nr 8 op. 99 (1986)
- Pianosonat nr 9 op. 114 (1992)
- Pianosonat nr 10 op. 124 (1997)
- Pianosonat nr 11 op. 151 (2008)
- Svit nr 1 op. 4 (1957, rev. som Sonate Nr. 10)
- Svit nr 2 op. 6 Egosvit (1957)
- Smärre stycken
- Orgelmusik
- Inventioner op. 27
- Porträtt

### Vokalmusik

#### Operor
- Den stulna solen, opera op. 40 (1968)
- Kackerlackan, Komisk opera op. 41 (1968)

#### Baletter
- Vargen, balett op. 25 (1963)
- Jaroslavna, balett op. 58 (1974)

#### Övrig vokalmusik
- Lenin lever, kantat op. 15 (1959)
- Rekviem efter text av Anna Achmatova op. 35 (1966)
- Rekviem in memoriam Galyani Vadhana op. 150 (2008)
- Körverk
- Sångcykler